# Droga krajowa B48 (Austria)
Droga krajowa B48 (Erdöl Straße)  - droga krajowa we wschodniej Austrii. Arteria zaczyna się na skrzyżowaniu z B47 i prowadzi do leżącego tuż przy granicy ze Słowacją miasteczka Hohenau an der March, gdzie spotyka się z Bernstein Straße.